# Vividred Operation
Vividred Operation (ビビッドレッド・オペレーション?, Bibiddoreddo Operēshon) è una serie televisiva anime ideata da Hiroyuki Yoshino, prodotta da A-1 Pictures e diretta da Kazuhiro Takamura. La serie è stata trasmessa per la prima volta in Giappone tra gennaio e marzo 2013 ed è licenziata in Nord America dalla Aniplex. L'opera inoltre è stata trasposta in due manga a cura della ASCII Media Works, e in un videogioco per PlayStation 3 prodotto dalla Namco Bandai e pubblicato nel giugno 2013.

## Trama
La storia è ambientata in un mondo futuristico ove la scienza e la tecnica hanno migliorato di molto la vita delle persone grazie all'invenzione dell'Expression Engine (示現エンジン?, Jigen Enjin), il quale aveva risolto cinque anni prima una grave crisi energetica. Protagonista è Akane Isshiki, una ragazza di 14 anni che vive assieme al nonno e alla sorella minore sull'isola di Izu Ōshima. Di fronte a una misteriosa ed incombente minaccia, nota con il nome di Alone ( アローン?, Arōn) Akane si impegnerà a combattere per la difesa della Terra grazie a una tuta da battaglia che le dona straordinarie capacità. In questa missione verrà accompagnata dalle sue amiche Aoi, Wakaba e Himawari.

## Personaggi
Akane Isshiki
Doppiata da: Ayane Sakura
Himawari Shinomiya
Doppiata da: Aya Uchida
Rei Kuroki
Doppiata da: Maaya Uchida
Aoi Futaba
Doppiata da: Rie Murakawa
Wakaba Saegusa
Doppiata da: Yuka Otsubo
Momo Isshiki
Doppiata da: Asuka Ogame
Mizuha Amagi
Doppiata da: Haruka Yamazaki
Kenjiro Isshiki
Doppiato da: Masaki Terasoma
Crow
Doppiato da: Mie Sonozaki
Yuuri Shijo
Doppiata da: Mika Doi
Mashiro Isshiki
Doppiata da: Sakura Nakamura